# Death Note
Death Note (デスノート Desu Nōto?) är en manga-serie skapad av författaren Tsugumi Ohba och tecknaren Takeshi Obata. Huvudperson är Light Yagami, en student som upptäcker en övernaturlig anteckningsbok, kallad "Death Note", som dödsguden Ryuk släppt ned på jorden. Serien kretsar kring Lights försök att skapa och styra över en värld "utan ondska" som "gud" med hjälp av anteckningsboken, och detektiven L:s försök att stoppa honom. Death Note-häftet tillåter användaren att döda de personer vars namn och ansikten han eller hon känner till, genom att skriva namnet i boken medan de visualiserar personens ansikte.
Death Note publicerades först i 108 kapitel av Shueisha i den japanska manga-tidningen Weekly Shōnen Jump med start december 2003, och varade till maj 2006. Serien publicerades även i tankōbon-format i Japan mellan maj 2004 och oktober 2006, med totalt tolv volymer. Serien har blivit till spelfilmer, som släpptes i Japan den 17 juni 2006, 3 november 2006 och 2 februari 2008. Anime-serien sändes i Japan från den 3 oktober 2006 till 26 juni 2007. Den består av 37 avsnitt, utvecklades av Madhouse och regisserades av Tetsuro Araki. En light novel baserad på serien, skriven av Nisio Isin, släpptes i Japan. Konami har släppt ett antal Death Note-spel till Nintendo DS.